# Camerundiaptomus djamai
Camerundiaptomus djamai is een eenoogkreeftjessoort uit de familie van de Diaptomidae. De wetenschappelijke naam van de soort is voor het eerst geldig gepubliceerd in 2002 door Dumont & Chiambeng.